# Golden State Valkyries
Las Golden State Valkyries (en español, Valquirias del Estado Dorado) son un equipo profesional de baloncesto femenino de los Estados Unidos con sede en San Francisco, California. Compiten en la Conferencia Oeste de la Women's National Basketball Association (WNBA) y disputan sus partidos como locales en el Chase Center.

## Historia
A finales de septiembre de 2023, el medio The Athletic informó que Joe Lacob y Peter Guber, propietarios de los Golden State Warriors de la National Basketball Association (NBA), habían llegado a un acuerdo con la Women's National Basketball Association para crear un equipo en el área de la Bahía de San Francisco. Lacob había ayudado anteriormente a fundar la American Basketball League (ABL), una liga femenina anterior a la WNBA que cerró en 1998 y era dueño de uno de sus equipos, las San Jose Lasers.
El 5 de octubre de 2023 se hizo oficial el establecimiento de la nueva franquicia de cara a la temporada de 2025. La liga no contaba con un equipo en el norte de California desde la desaparición de las Sacramento Monarchs en el año 2009. La tarifa de expansión, la primera de la WNBA desde la creación de las Atlanta Dream en 2008, fue de 50 millones de dólares.
A las primeras horas de ser anunciado, se realizaron más de 2000 depósitos de abonos. El 30 de enero de 2024, Jess Smith, ejecutiva del Angel City FC, fue contratada como presidente del equipo. El 16 de abril, el equipo superó los 6000 depósitos de abonos. Ohemaa Nyanin fue anunciada como directora general el 7 de mayo.  Está previsto que se lleve a cabo un draft de expansión en diciembre de 2024, y Golden State participará en su primer draft de la WNBA en 2025.
El nombre del equipo, Golden State Valkyries, y los logotipos se revelaron el 14 de mayo de 2024. El logotipo presenta el Puente de la Bahía, que simboliza la conexión entre San Francisco y Oakland con los cables haciendo las veces de alas y la torre haciendo las veces de espada. Las trece líneas de la espada representan a las Valquirias como el decimotercer equipo de la liga, y las alas dividen el espacio en cinco triángulos para representar a los diez jugadores en la cancha. La forma exterior es una V para representar a las Valquirias.

## Trayectoria
Nota: G: Partidos ganados P:Partidos perdidos %:porcentaje de victorias
| Temporada              | G | P | % | Playoffs | Resultados |
| ---------------------- | - | - | - | -------- | ---------- |
| Golden State Valkyries |   |   |   |          |            |
| 2025                   |   |   |   |          |            |
| Totales                |   |   |   |          |            |
| Playoffs               |   |   |   |          |            |